# C.J. Mosley (giocatore di football americano 1992)
Clint Mosley Jr., detto C.J. (Theodore, 19 giugno 1992), è un giocatore di football americano statunitense che milita nel ruolo di linebacker per i Baltimore Ravens della National Football League (NFL). Fu scelto come 17º assoluto nel Draft NFL 2014. Al college ha giocato a football all'Università dell'Alabama.

## Carriera universitaria
Dopo aver giocato a football per la  Theodore High School della sua città natale, Theodore, ai tempi della quale fu eletto All-American e classificato da Rivals.com al 6º posto tra i migliori prospetti della nazione nel ruolo di outside linebacker, Mosley decise di giocare per l'Università dell'Alabama.
Nel 2010 come freshman, prese parte a tutti e 13 gli incontri della stagione e fu eletto Freshman All-American da Football Writers Association of America, Rivals.com, e College Football News.
Il 2011 non cominciò bene per Mosley che si slogò il gomito destro nel 1º quarto della gara di settimana 4 contro gli Arkansas Razorbacks. Egli saltò i due incontri seguenti contro i Florida Gators ed i Vanderbilt Commodores e rientrato contro gli Ole Miss Rebels non mise a referto alcuna statistica. Tuttavia il prosieguo di stagione fu per Mosley ricco di soddisfazioni in quanto Bama continuò a mietere successi uno dietro l'altro perdendo solo contro gli LSU Tigers l'unico incontro di stagione regolare. Proprio i Tigers però furono la squadra che i Crimson Tide sconfissero nella finale per il titolo nazionale del campionato NCAA, nella quale Mosley diede il suo contributo con un tackle solitario ed un intercetto al 21-0 con cui la squadra di Nick Saban fu capace di imporsi sugli avversari. Mosley, impiegato a turno con Nico Johnson nel ruolo di weak-side inside linebacker nella dominante difesa 3-4 di Alabama, chiuse la stagione con 37 tackle combinati, 2 sack ed un passaggio deviato in 11 partite giocate (6 volte scese in campo come titolare).
Nel mese di dicembre 2013 Mosley divenne il terzo linebacker di Alabama dopo Derrick Thomas e Rolando McClain a vincere il prestigioso Butkus Award, premio destinato al miglior linebacker della Nazione a livello collegiale.
Vittorie e riconoscimenti
- Campione NCAA (2009, 2011, 2012)
- Butkus Award (2013)
- All-American (2012, 2013)

## Carriera professionistica

### Baltimore Ravens
Durante il corso del 2013 Mosley fu inserito tra i migliori prospetti eleggibili nel Draft NFL 2014, venendo pronosticato per una chiamata del primo giro. L'8 maggio fu scelto come 17º assoluto dai Baltimore Ravens. Il 27 maggio firmò un contratto quadriennale. Nella prima partita in carriera partì come titolare contro i Cincinnati Bengals, facendo registrare 7 tackle e un passaggio deviato nella sconfitta. La settimana seguente, nella vittoria della gara del giovedì notte sui Pittsburgh Steelers, andò per la prima volta in doppia cifra coi tackle, undici, e recuperò un fumble. Ad ottobre, Mosley fece registrare 42 tackle (terzo nella NFL) e i primi due intercetti in carriera, nella settimana 5 contro i Colts e nella settimana 8 contro i Bengals, che gli valsero il premio di miglior rookie difensivo del mese. Il primo sack in carriera lo mise a segno nella settimana 12 su Drew Brees dei New Orleans Saints e altri due tra il quattordicesimo e il quindicesimo turno. A dicembre fu nuovamente premiato come rookie difensivo del mese in cui mise a segno 27 tackle e 2 sack e i Ravens ebbero un record di 3-1, qualificandosi per i playoff. La sua stagione si chiuse con 133 tackle, diventando il primo rookie a guidare la franchigia dai tempi di Ray Lewis nel 1996, venendo convocato per il primo Pro Bowl in carriera (primo debuttante in assoluto della storia del club ad ottenere tale riconoscimento) ed inserito nel Second-team All-Pro. Si classificò inoltre secondo nel premio di rookie difensivo dell'anno dietro Aaron Donald (25 voti a 18) e fu inserito al 94º posto nella NFL Top 100, la classifica dei migliori cento giocatori della stagione.

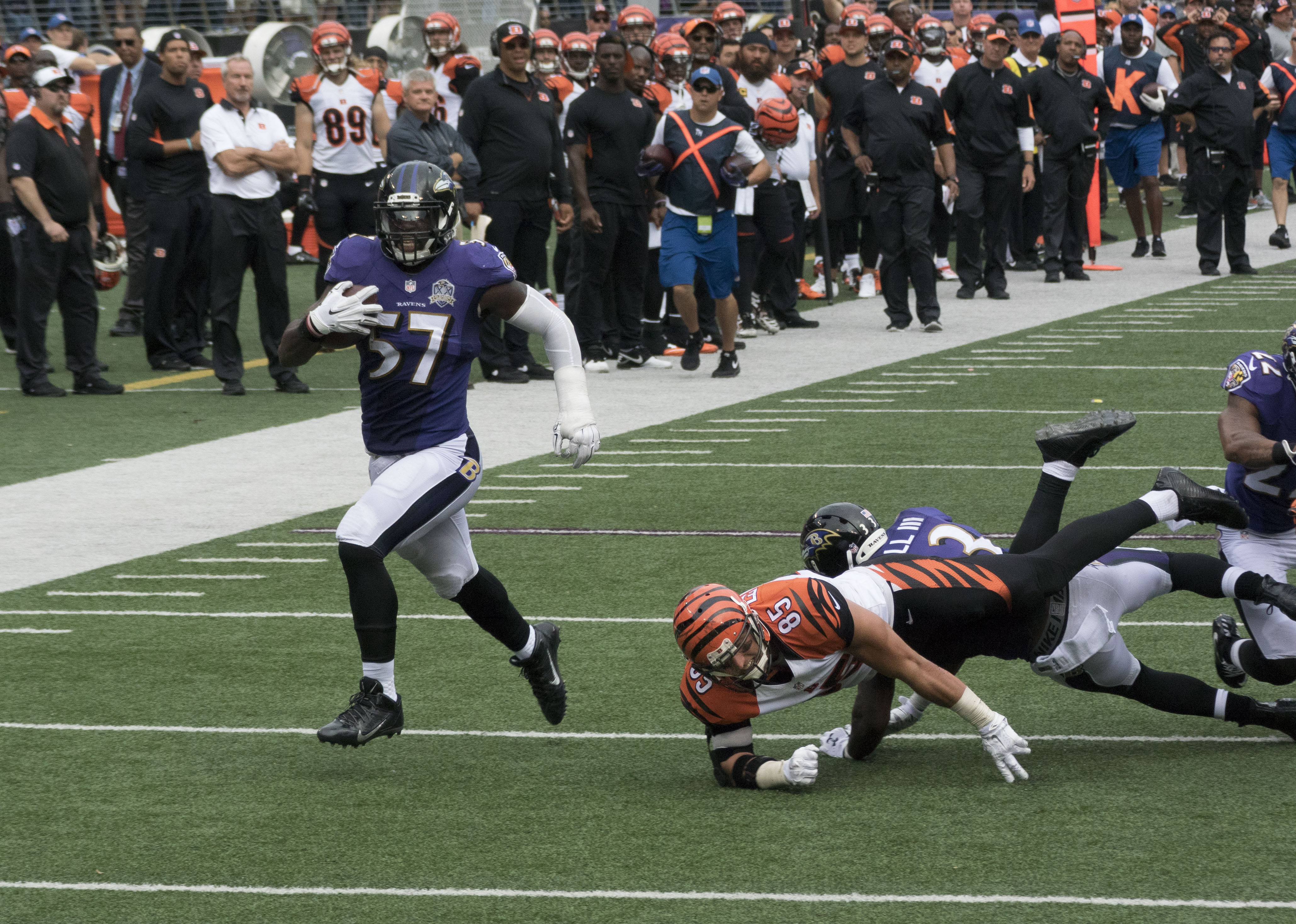
Mosley mentre ritorna un fumble in touchdown nel 2015.

Nel terzo turno della stagione 2015, Mosley recuperò un fumble forzato dal compagno Elvis Dumervil contro i Bengals, ritornandolo per 41 yard in touchdown.
Nel 2016, Mosley fu convocato per il secondo Pro Bowl in carriera e inserito nel Second-team All-Pro dopo avere messo a segno 92 tackle e un nuovo primato personale di 4 intercetti.
Nell'ottavo turno della stagione 2017, Mosley ritornò un intercetto su Matt Moore dei Miami Dolphins per 63 yard in touchdown nella vittoria per 40-0. A fine stagione fu convocato per il suo terzo Pro Bowl e inserito nuovamente nel Second-team All-Pro.

### New York Jets
Nel 2019 Mosley firmò come free agent con i New York Jets. Nella prima partita con la nuova maglia ritornò un intercetto per 17 yard in touchdown contro i Buffalo Bills. Nella stagione 2020 decise di non scendere in campo a causa della pandemia di COVID-19. Nel 2021 si classificò quarto nella NFL con 168 tackle. Nel 2022 fu convocato per il suo quinto Pro Bowl e inserito nel Second-team All-Pro dopo 158 tackle, un sack, un intercetto e 7 passaggi deviati.

## Palmarès
- Convocazioni al Pro Bowl: 5

2014, 2016, 2017, 2018, 2022
- Second-team All-Pro: 5

2014, 2016, 2017, 2018, 2022
- Rookie difensivo del mese: 2

ottobre e dicembre 2014
- PFWA All-Rookie Team - 2014